# Alwine Wuthenow

Alwine Wuthenow um 1850

Friederike Charlotte Alwine Wuthenow (* 16. September 1820 in Neuenkirchen (bei Greifswald) als Alwine Balthasar; † 8. Januar 1908 in Greifswald) war eine niederdeutsche Dichterin, die unter dem Pseudonym Annmariek Schulten schrieb.

## Leben und Leistungen
Alwine Wuthenow, Tochter von Johann Carl Balthasar (* 2. August 1784; † 29. April 1853) stammte in fünfter Generation von Jacob Balthasar, einem Bruder des damaligen Generalsuperintendenten von Pommern, Augustin Balthasar (1632–1688) sowie des damaligen Greifswalder Bürgermeisters Heinrich Balthasar (1626?–1670) ab. Der Vater war seit 1819 Pfarrer in Neuenkirchen, wurde 1824 nach Gützkow versetzt und war ab 1844 Superintendent.

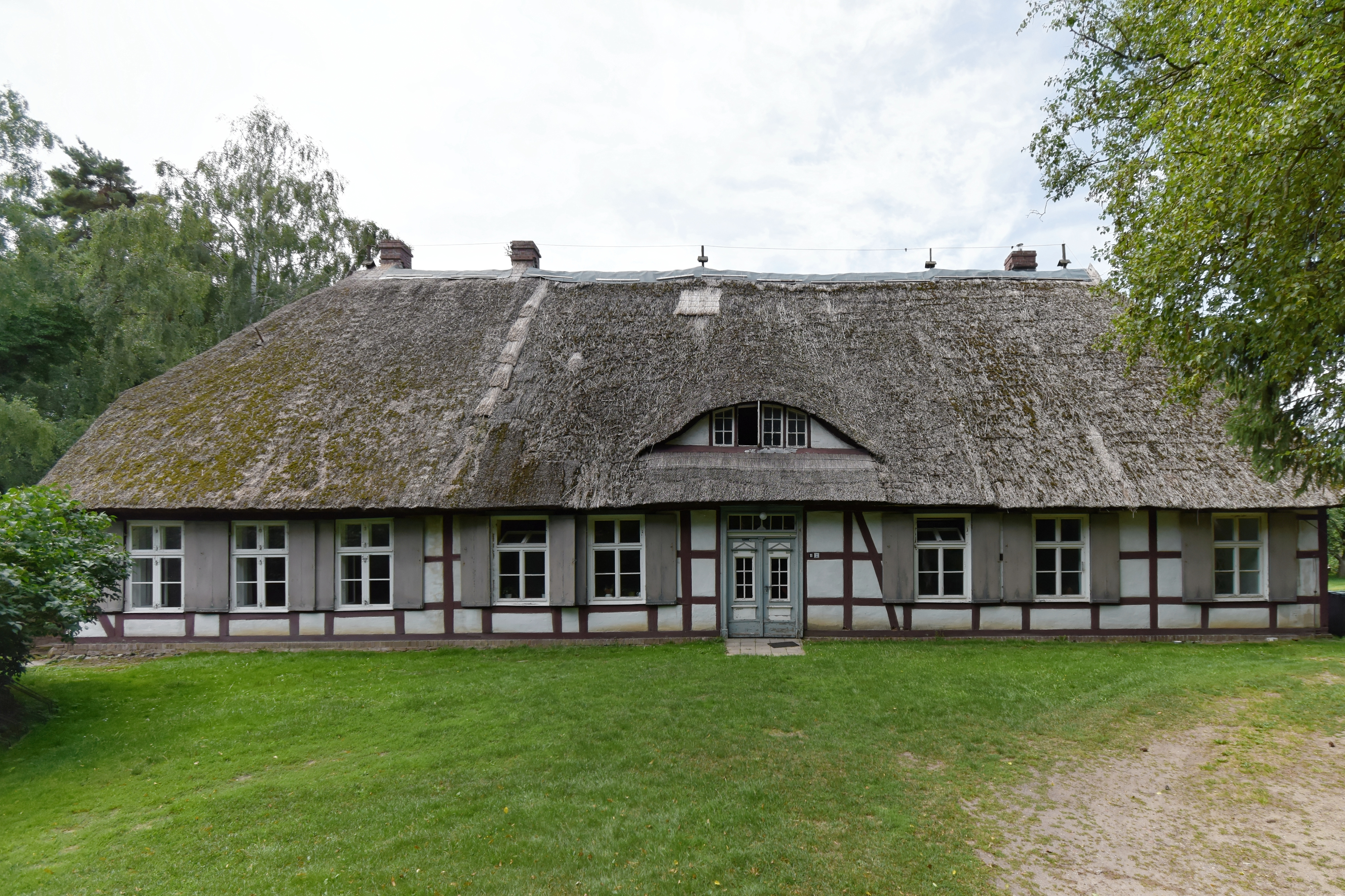
Pfarrhaus Neuenkirchen – Geburtshaus von Alwine Wuthenow

Alwine Wuthenows Mutter Ida Johanna Dorothea Otto (* 30. April 1789; † 23. April 1826) war die Tochter des Pfarrers Daniel Christoph Gerhard Otto († 1807) und der Dorothea Ida von Hagenow (* 10. November 1763; † 7. Juni 1844), der Jugendliebe des Pfarrers und Dichters Ludwig Gotthard Kosegarten.
Gut zehn Wochen vor der Geburt Alwines ertrank deren zweijähriger Bruder Bernhard im elterlichen Gartenteich. Die furchtbare seelische Erschütterung, die Alwines Mutter dadurch zu ertragen hatte, war wohl die Ursache für die psychischen Probleme, mit denen Alwine andauernd zu kämpfen hatte.
Schon als Kind zeigten sich bei ihr Zeichen einer Geisteskrankheit, die sie mehrfach zu Aufenthalten in Nervenheilanstalten zwangen.
Sie lebte von 1827 bis 1849 auf dem Schulzenhof in Gützkow und schrieb hier ihre ersten Gedichte.

Schulzenhof in Gützkow, Wohnort Alwine Wuthenows

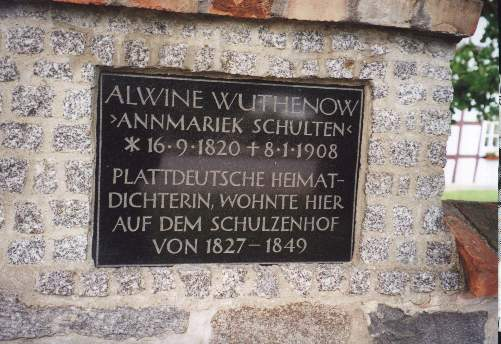
Gedenktafel am Schulzenhof

Um das begabte Mädchen zu fördern, schickten seine Eltern es von 1833 bis 1835 in Pension zu dem Greifswalder Professor Hornschuch.
Am 29. September 1843 heiratete Alwine den Juristen Ferdinand Wuthenow, der von 1842 bis 1849 Bürgermeister von Gützkow war und dann nach Greifswald als Kreisrichter versetzt wurde. Das Paar hatte fünf Kinder: die Töchter Helene (* 1846), Anna (* 1846) und Hermine (* 1852) sowie die Söhne Arthur (1844–1921), evangelischer Pfarrer in Berlin-Steglitz, und Max (* 1853), Oberstaatsanwalt in Landsberg an der Warthe.
Wegen ihrer schwachen Gesundheit musste Alwine Wuthenow von 1853 bis 1874 im St. Katharinenstift in Rostock leben; in dieser Zeit entstanden die meisten ihrer Gedichte. Später lebte sie wieder im Kreis ihrer Familie.
1855 und 1856 veröffentlichte der Schriftsteller Fritz Reuter erste Gedichte von Alwine Wuthenow in seinem Unterhaltungsblatt für beide Mecklenburg und Pommern. Später war er der Herausgeber ihres ersten eigenständigen Gedichtbandes unter dem Titel En por Blumen ut Annemariek Schulten ehren Goren. Auch mit dem Lyriker und Schriftsteller Klaus Groth stand Alwine Wuthenow von 1857 bis 1861 in regem Briefverkehr.

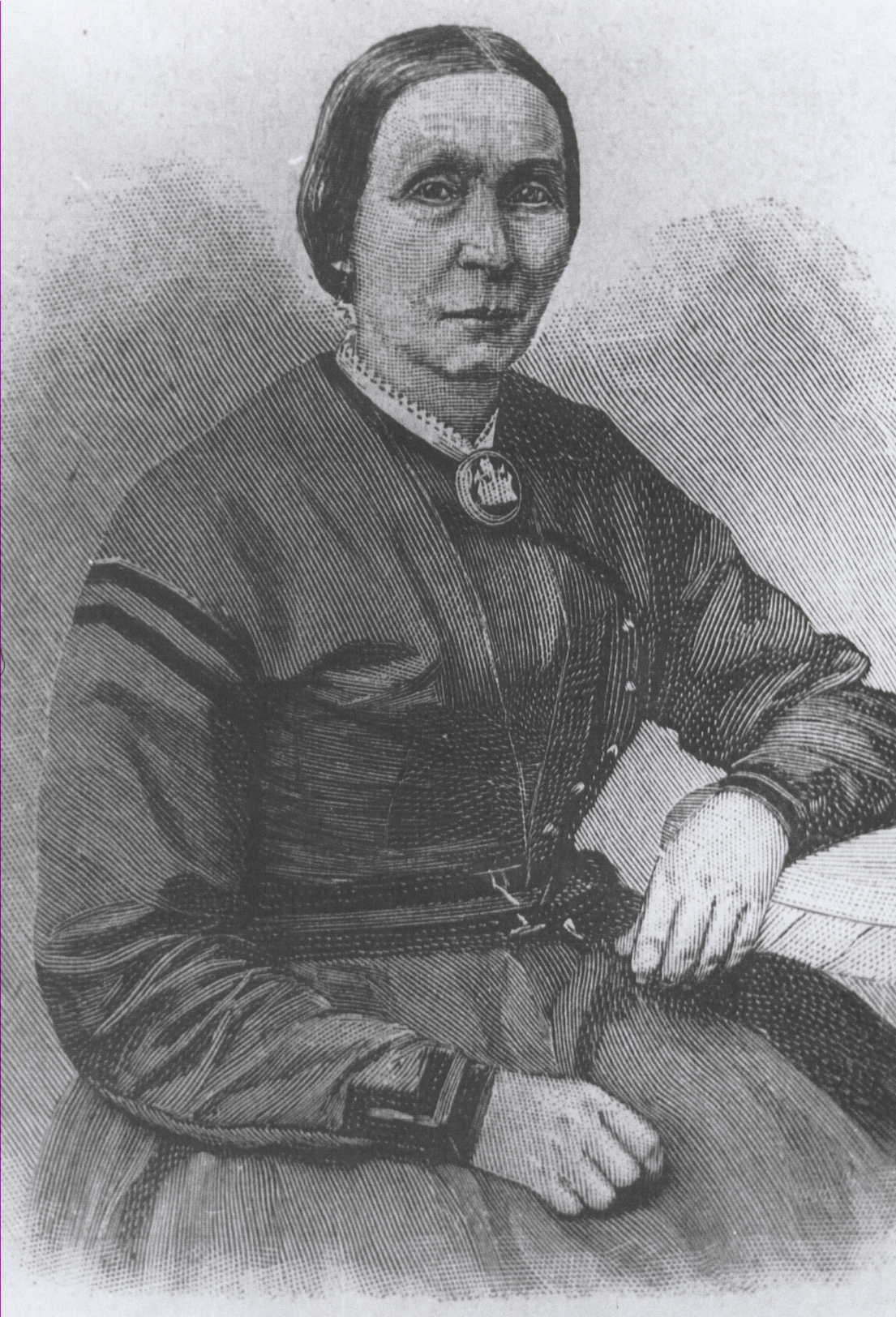
Alwine Wuthenow im Alter von 80 Jahren

Im April 1862 begab sich die leidende Dichterin mit finanzieller Unterstützung von Amalie Gräfin zu Solms in die Heilanstalt Winnental bei Winnenden, danach ging es ihr wieder besser. In Stuttgart traf sie im Oktober 1865 bei einem Hausbesuch auf Eduard Mörike, der sie als „im Gespräch höchst lebendig, doch nicht exaltiert und wahrhaft bescheiden“ schilderte. Im Juli 1867 kehrte Alwine zu ihrer Familie nach Greifswald zurück und lebte bei ihrer jüngsten Tochter Hermine. Von 1878 bis 1904 stand sie in Briefkontakt mit dem Kieler Schriftsteller Johann Meyer.
Ihr Grab befindet sich auf dem Neuen Friedhof in Greifswald.

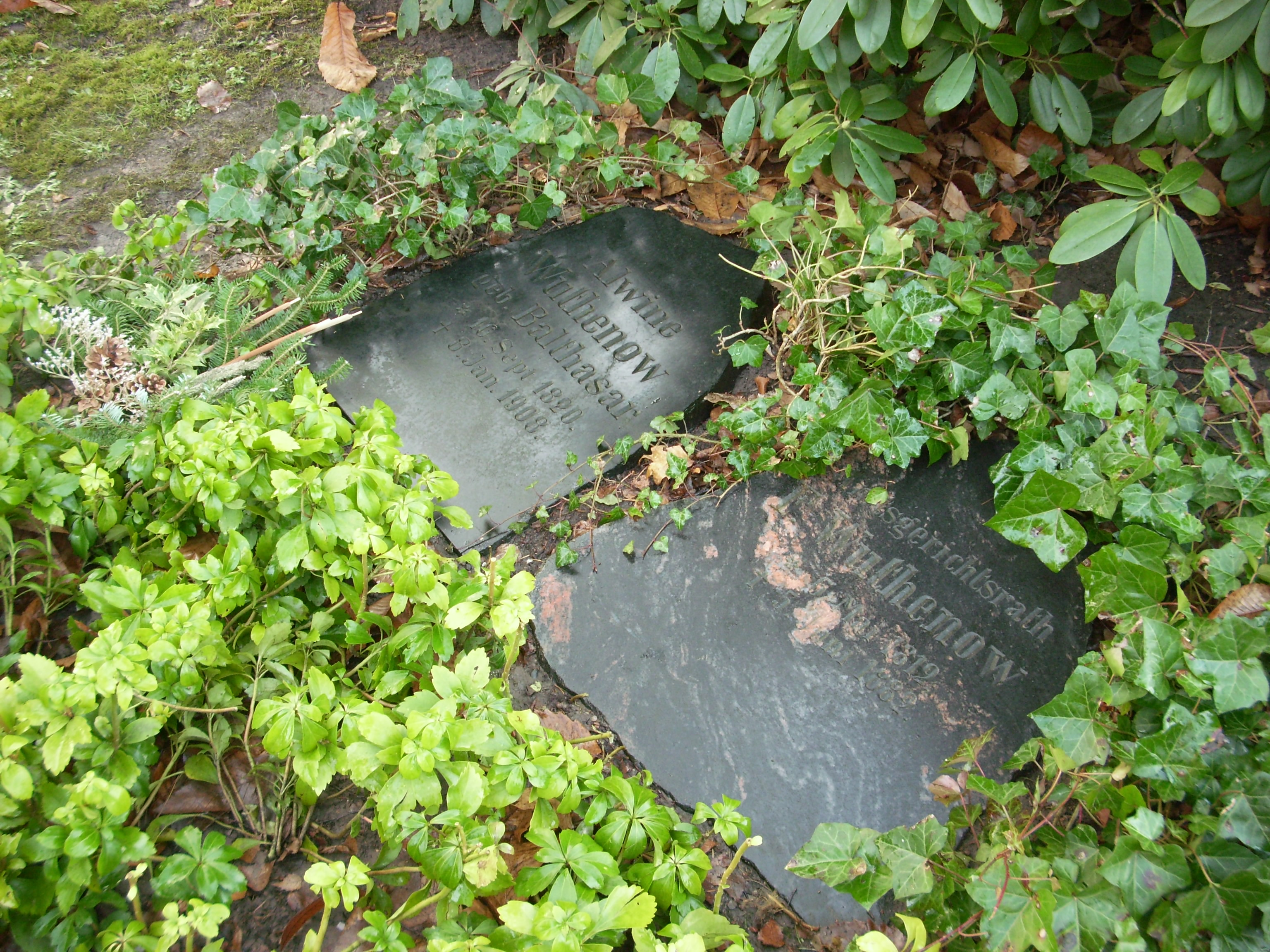
Grabstätte von Alwine und Ferdinand Wuthenow auf dem Neuen Friedhof in Greifswald

Die Kasseler Komponistin Luise Greger (1861–1944), gebürtig aus Greifswald, war Alwine und Hermine Wuthenow freundschaftlich verbunden und vertonte einige Gedichte Alwines.

## Werke (Auswahl)
- En poa Blomen ut Annmariek Schulten ehren Goahrn. Hrsg. von Fritz Reuter. Greifswald 1858. (Digitalisat von Google Books)
  - Neue Ausgabe: Greifswald und Leipzig 1860
  - Dritte Ausgabe, hrsg. von Otto Vogel, Greifswald 1874.
- Nige Blomen ut Annemariek Schulten ehren Goren. Greifswald und Leipzig 1861. (Digitalisat in der Digitalen Bibliothek Mecklenburg-Vorpommern)[6]
- Hochdeutsche Gedichte. Greifswald 1862. (Digitalisat von Google Books)
- Blomen ut Annmariek Schulten ehren Goren. Hrsg. von Marx Möller. Greifswald 1896. (Digitalisat in der Digitalen Bibliothek Mecklenburg-Vorpommern)

## Neuausgaben (Auswahl)
- Jürgen Grote, Reinhard Rösler (Hrsg.): En por Blomen ut Annmariek Schulten ehren Goren. 2. Auflage. BS-Verlag Rostock, Bargeshagen 2005, ISBN 3-89954-083-2.
- Eberhard Schmidt (Hrsg.): Nige Blomen ut Annemariek Schulten ehren Goren. BS-Verlag Rostock, Bargeshagen 2012, ISBN 978-3-86785-224-1.
- Eberhard Schmidt (Hrsg.): Hochdeutsche Gedichte. BS-Verlag Rostock, Bargeshagen 2015, ISBN 978-3-86785-316-3.
- Eberhard Schmidt (Hrsg.): Blomen ut Annmariek Schulten ehren Goren. BS-Verlag Rostock, Bargeshagen 2008, ISBN 978-3-86785-035-3.

## Briefe
- Eberhard Schmidt (Hrsg.): Briefwechsel zwischen Alwine Wuthenow und Klaus Groth. Rostock 2006, ISBN 3-89954-244-4.
- Zwei Briefe an Gräfin Solms. In: Nige Blomen ut Annmariek Schulten ehren Goren. Rostock 2012, ISBN 978-3-86785-224-1, S. 219–229.
- Eberhard Schmidt (Hrsg.): Alwine Wuthenow. Briefe an Johann Meyer. Bargeshagen 2017, ISBN 978-3-86785-425-2.

## Wertungen (Auswahl)
- Robert Prutz 1857:[8]
 „Schon der ganz ungewöhnliche, fast beispiellose Ursprung würde diese Gedichte als psychologische Probleme im hohen Grade interessant machen. Allein dies Interesse steigert sich, wenn wir statt der unklaren Traumgestalten oder der Ausbrüche wilder Verzweiflung, die wir hier etwa erwarten, vielmehr dem größern Teile nach Dichtungen finden von dem zartesten, bescheidensten und zugleich gesundesten Charakter.“

- Klaus Groth 1858:[9]
 „Ich las wirklich zum ersten Male ein plattdeutsches Buch mit Vergnügen, der Geist in dem es geschrieben wie die Form in die er sich gekleidet, sind ansprechend, sind anmuthig. Die Frau schreibt einfach wie ihr um's Herz ist, und schreibt das so treuherzig, wie man es nur im heimlichen Stübchen der Mutter, dem Liebsten, dem Kindchen oder dem Vater dort oben aussprechen kann, es ist immer wie Kosen oder Gebet, oft auch das herzliche Lachen oder Weinen wie es das vertraute Ohr gewohnt ist. Sie künstelt sich nirgends erst einen Geist oder ein Gefühl oder eine Stimmung an, weder eine hohe noch eine rohe, um dann dafür mühsam Worte und Reime zu suchen, aber sie hat Geist und Gefühl und spricht sie aus oft tief erschütternd.“

- Eduard Mörike 1866:[10]
„Fritz Reuter hat ihre plattdeutschen Poesien herausgegeben, welche viel Liebliches enthalten.“

- Edmund Lange 1898:[11]
„In ihrer heimatlichen Mundart ist Alwine Wuthenow zweifellos eine echte Dichterin; außer Klaus Groth übertrifft sie kein plattdeutscher Dichter an echt lyrischer Begabung.“

- Albert Römer 1900:[12]
„Man darf sie getrost als die hervorragendste plattdeutsche Dichterin bezeichnen.“

- Heinrich Krüger 1913:[13]
„Eine Lyrikerin von echtem Empfinden ..“

- Karl Albrecht 1921:[14]
„… eine Dichterin, die als eine der ersten gezeigt hat, daß auch das pommersche Platt für tiefen Schmerz und erquickenden Humor die passenden Ausdrücke und Formen besitzt.“

- Walter Schröder 1930:[15]
„Alwine Wuthenow findet für das, was ihren Geist und ihre Seele bewegt, in Lust und Scherz, in ihren Betrachrungen über Natur, Freundschaft und Liebe immer wieder die passenden, zumeist schlichten und tiefen Töne, und vor allem auch eine feine und gewinnende Form. Trotz aller Schalkhaftigkeit und allen feinen Humors überwiegt aber in ihren Werken doch ein tiefer, froher, sieghafter Ernst, der auf einem starken Gottvertrauen gegründet ist. Ihr krankes Herz kann nicht hell aufjubeln. Immer wieder wird es von einer brennenden Sehnsucht nach der Heimat, nach den Angehörigen gepackt …“

- Otto Altenburg 1934:[16]
„… an echt lyrischer Begabung übertrifft sie, Klaus Groth ausgenommen, kein plattdeutscher Dichter; unter den niederdeutschen Dichterinnen vollends steht sie ziemlich einzig da. … Alwine Wuthenow gehört in die ersten Reihen der pommerschen Dichter.“

- Walter Schmidt-Gruse 1935:[17]
„… die größte lyrische Dichterin unserer plattdeutschen Muttersprache.“

- Jürgen Grambow und Wolfgang Müns 1984:[18]
„Alwine Wuthenow's Gedichte gehören zum besten Bestand niederdeutscher Lyrik.“

- Franz Schüppen 1993:[19]
 „Eine in Gesinnung und Tendenz ganz ungewöhnliche Dichterin mit ganz ungewöhnlichem Schicksal, ungewöhnlicher Sensibilität und bemerkenswertem Werk …“

- Arnold Hückstädt 2006:[20]
„… ist die bedeutendste niederdeutsche Lyrikerin des 19. Jahrhunderts.“

- Roswitha Wisniewski 2013:[21]
„Zusammen mit Fritz Reuter und Klaus Groth kann auch Alwine Wuthenow zu den Begründern der neuniederdeutschen Literatur gezählt werden.“

- Matthias Vollmer 2019:[22]
„Zu den wenigen herausragenden Autorinnen der niederdeutschen Literatur des 19. Jahrhunderts zählt zweifellos … Alwine Wuthenow.“

## Gedichtvertonungen
- Kumm mit. Luise Greger, Op. 32.
- Min Schatz is en Jäger. Luise Greger, Op. 33.
- Mien Schatz is een Jäger. Fritz Kollecker.[23]
- Still, keiner darw dat weiten! Luise Greger, Op. 34.
- Vogellied. Luise Greger, Op. 53.
- Vagellied. Fritz Kollecker.[24]
- Magst mi noch lieden. Adalbert Gülzow.[25]
- An Em (Magst mi noch liden). Otto Kaden.[26]
- Ach wenn Du wierst min eigen. Adalbert Gülzow.[27]
- Ik möt furt. Kalle Johannsen.[28]

## Gedichte in Anthologien
- Friedrich August Eckstein (Hrsg.): Auswahl deutscher Gedichte für gelehrte Schulen, von Dr. Theodor Echtermeyer. Halle 1863
- Klaus Groth: Lieder aus und für Schleswig-Holstein. Hamburg 1864, S. 127–129 (Digitalisat)
- E. Hackland-Rheinländer: Van de Waterkant bit an de Alpenwand. Die Dialektdichter der Gegenwart. Großenhain 1885.
- Karl Weiss: Unsere Frauen in einer Auswahl aus ihren Dichtungen. Von Karl Schrattenthal (Pseud.), Stuttgart 1888, S. 483f.
- C. Regenhardt: Die deutschen Mundarten: Niederdeutsch. Regenhardt, Berlin 1895, S. 309–311. (2. Auflage. 1899, S. 372–375)
- Fritz Wischer: Aus dem plattdeutschen Dichterwald. Cordes, Kiel (1902), S. 227–239.
- Otto Karstädt:  Plattdütsch Blomengarden. Berlin 1907, S. 155f.
- Max Guhlke: Pommersche Lyrik. Stargard 1913, S. 184.
- Albrecht Janssen und Johannes Schräpel: Hausbuch niederdeutscher Lyrik. Callwey, München 1926, S. 76f., 139f. u. 165f.
- Conrad Borchling und Hermann Quistorf: Tausend Jahre Plattdeutsch. Hamburg 1927, S. 290–291.
- Walter Schröder: Plattdeutsche Lyrik. Fischer & Schmidt, Stettin (1930), S. 196–204.
- Hans-Friedrich Rosenfeld: 500 Jahre Plattdeutsch in Greifswald. Hinstorff, Rostock 1956, S. 23–32.
- Hans Joachim Gernentz: Niederdeutsch – gestern und heute. Hinstorff, Rostock 1980, S. 295.
- Jürgen Grambow u. Wolfgang Müns: Ick weit en Land... Hinstorff, Rostock 1984, S. 108–120.
- Willi Passig: Sie sollten nicht vergessen sein. Plattdeutsches Dichterbuch für Pommern. Edition Pommern, Elmenhorst/Vorpommern 2016, ISBN 978-3-939680-30-7, S. 155–161.